# Université de Seijo
L'université Seijo (成城大学, Seijō Daigaku) est une université privée japonaise située dans l'arrondissement de Setagaya (Préfecture de Tōkyō). 

## Historique
Fondée en 1917 par le Docteur Masataro Sawayanagi (ancien ministre de l'Éducation du Japon et ancien président de l'université du Tōhoku et de l'université de Kyoto) et initialement nommée « Seijo Gakuen », l'université Seijo a pris son nom actuel en 1950.

## Composition
L'université Seijo est composée de plusieurs entités, :

### Facultés
- Faculté d'économie
- Faculté des arts et de littérature
- Faculté de droit
- Faculté d'innovation sociale
- Graduate schools

### Instituts de recherche
- Institut d'études folkloriques
- Institut d'études économiques

## Personnalités liées

### Anciens étudiants
- Tsutomu Hata, ancien Premier ministre du Japon
- Nobuhiko Obayashi, réalisateur japonais